# Late Knights
Late Knights war eine Unterhaltungssendung des Fernsehsenders GIGA. Moderiert wurde die Show von Nils Bomhoff und Etienne Gardé, produziert von der GIGA Digital Television GmbH.

## Aufbau
Die Sendung bestand aus verschiedenen Rubriken, die in ihrer Regelmäßigkeit und Dauer stark variierten. Die beiden Moderatoren kommentierten beispielsweise aktuelles Geschehen, was zuletzt jedoch weniger Platz einnahm.
Des Weiteren ermunterten zahlreiche Aktionen die Zuschauer dazu, an der Sendung teilzunehmen: So wurde ein Teil der zugesendeten E-Mails in der Sendung vorgelesen und beantwortet, daneben gab es wechselnde Aktionen. Zuletzt wurden die Zuschauer etwa dazu aufgefordert, im Grafikprogramm Paint einen Superhelden zu zeichnen, der den vorgegebenen schlägt. Zum Ende, selten auch in der Mitte, jeder Ausgabe trat zudem ein musikalischer Gast auf.
Weitere Rubriken waren unter anderem die Auszeichnung Knight of the Week, welche wöchentlich an eine Persönlichkeit verliehen wurde, die nach Meinung der Moderatoren das Geschehen der vergangenen Woche geprägt hatte und Late Knights vs., bei dem sich die Moderatoren gegen bestimmte Gruppen stellten.

### Studio
Das Late-Knights-Studio sollte eine Wohnzimmer-Atmosphäre verkörpern. Es bestand im Wesentlichen aus einer altmodischen Polstermöbel-Garnitur, einem Couchtisch und einigen Accessoires. In der ersten Staffel waren zudem Zuschauer im Studio anwesend, ab der zweiten Staffel wurde dies jedoch eingestellt.

### Sondersendungen
Am 1. Mai 2007 wurde eine Sondersendung mit dem Titel Mein Abstieg ausgestrahlt. Thema waren die, damals abstiegsgefährdeten, Lieblings-Fußballvereine der Moderatoren. Nach dem großen Interesse der Zuschauer am ersten Poker-Special vom 5. April veranstaltete man am 1. Juni 2007 die Poker Knights, bei der mehrere Moderatoren des Senders mit zwei Zuschauern pokerten.

## Geschichte
Die Premieren-Sendung wurde am Donnerstag, dem 13. Juli 2006 um 23:59 Uhr ausgestrahlt. Trotz großen Erfolgs verschwand das Format jedoch bereits nach wenigen Ausgaben für unbestimmte Zeit wieder aus dem Programm. Als Grund wurden finanzielle Probleme genannt.
Die zweite Staffel startete am 22. März 2007 im Rahmen der neuen GIGA-Prime Time. Damit wurde die Sendezeit auf donnerstags, 20:00 Uhr vorverlegt. Somit war die Show streng genommen keine Late-Night-Show mehr. Allerdings entschloss man sich, nicht zuletzt aufgrund des Wortspiels aus „Late Night(-Show)“ und „Late Knights“ (deutsch „Späte Ritter“), den Namen beizubehalten.
Nach Ende der zweiten Staffel wurden vom 19. Juli bis zum 11. Oktober 2007 Folgen der ersten und zweiten Staffel wiederholt. Ab dem 18. Oktober 2007 lief dann die dritte Staffel.
Die Sendungen der vierten Staffel waren, aufgrund der neuen GIGA-Programmstruktur, nur noch 30 Minuten lang und wurden ab dem 21. August 2008 donnerstags um 21:30 Uhr ausgestrahlt. Am 4. Oktober 2008 wurde die Sendung auf Samstag verschoben und lief zuletzt um 23:00 Uhr.
Nach Bekanntgabe der Abschaltung des Fernsehsenders GIGA im Februar 2009 wurden keine neuen Folgen mehr produziert, bis Ende März 2009 liefen noch Wiederholungen.

## Kritik
Im Mai 2008 kritisierte der Evangelische Pressedienst in einem Artikel über Produktplatzierung die Vorstellung von Aktionen des Getränkeherstellers Coca-Cola in der Sendung. Coca-Cola wurde hier nicht als Sponsor der Sendung genannt und die Vorstellung war nicht klar vom redaktionellen Teil getrennt. GIGA bestritt diese Vorwürfe und gab an, nicht für die Berichterstattung bezahlt worden zu sein.